# Precision Motorsports
Precision Motorsports war ein US-amerikanischer Hersteller von Automobilen.

## Unternehmensgeschichte
Das Unternehmen hatte seinen Sitz in Dillon in Montana. 1998 begann die Produktion von Automobilen und Kit Cars. Der Markenname lautete Precision Motorsports. 2000 endete die Produktion.

## Fahrzeuge
Das einzige Modell war ein Fahrzeug im Stil des AC Cobra. Die Fahrzeugfront wich ab. Außerdem fehlten die Luftauslässe hinter den Vorderrädern. Das Fahrgestell wird als hochwertig bezeichnet.